# Reiterstandbild König Friedrich Wilhelms III. (Königsberg)

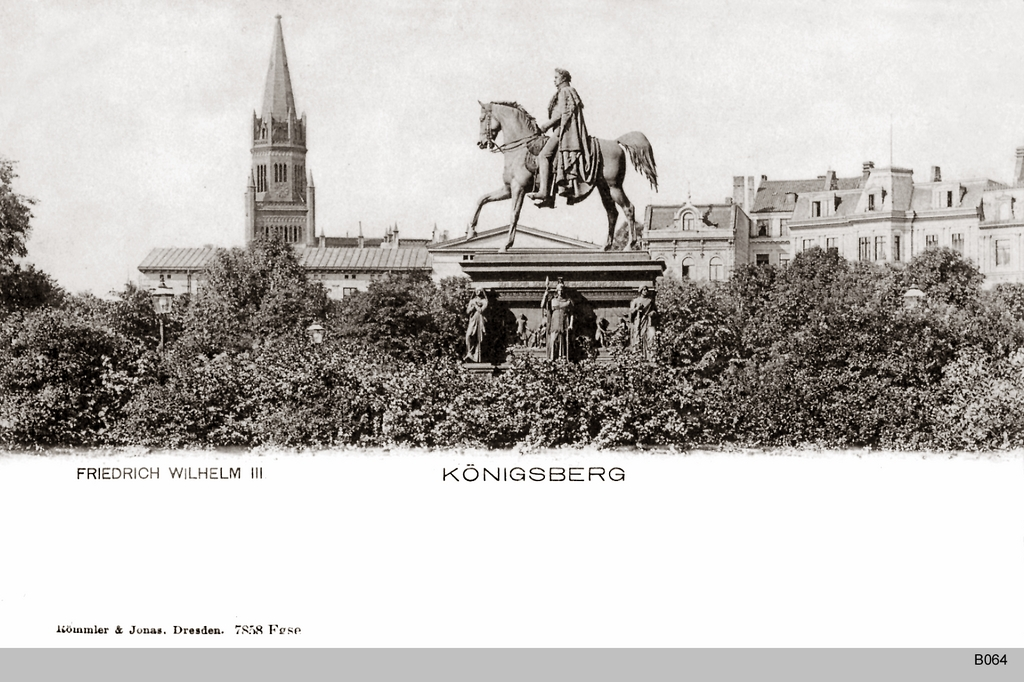
Das Reiterstandbild auf dem Paradeplatz

Das Reiterstandbild König Friedrich Wilhelms III. stand auf dem Paradeplatz in Königsberg  vor der Albertina.
Im Rahmen der Planungen eines Zentrums für Kunst und Wissenschaft in Königsberg durch König Friedrich Wilhelm IV. und Friedrich August Stüler sollte am Neubau der Universität (1857–1862) an den verstorbenen König Friedrich Wilhelm III. erinnert werden. Die Stände der Provinz Preußen taten dies im Jahre 1851 bereits vor dem Baubeginn, indem sie im Namen der dankbaren Preußen, wie es auf der Inschrift hieß, ein bronzenes Reiterstandbild errichteten. Modelliert von August Kiß und gegossen aus erbeuteten französischen Geschützen, zeigte die fünf Meter hohe Figur den lorbeerbekränzten König im Purpurmantel als Triumphator im Befreiungskrieg. Er zügelte mit Kraft sein ungeduldig scharrendes Pferd. Die Figur erhob sich auf einem sechs Meter hohen Sockel, geschmückt mit sechs Frauenfiguren die Glauben, Tapferkeit, Gerechtigkeit, Liebe, Friede und Weisheit darstellten.
An den Seiten trug der Sockels drei Reliefs:
- Ostseite: Königliches Familienleben und der König in Beratung mit dem Freiherrn vom Stein, Hardenberg und Scharnhorst.

- Rückseite: Aufruf zur Landwehrbewaffnung durch Ludwig Yorck von Wartenburg mit den Grafen Dohna und Heidemann.

- Westseite: Ein pflügender Bauer in lachender Friedenslandschaft und Abschied eines freiwilligen Landwehrkavalleristen.

Die feierliche Enthüllung des Denkmals erfolgte am 3. August 1851 in Gegenwart des preußischen Königs Friedrich Wilhelm IV. sowie der preußischen Prinzen Carl, Albrecht und Adalbert. Das Denkmal galt als das repräsentativste der Stadt.
Im nunmehr sowjetischen Kaliningrad wurde das Denkmal in den 1950er Jahren beseitigt und eingeschmolzen.

## Bilder

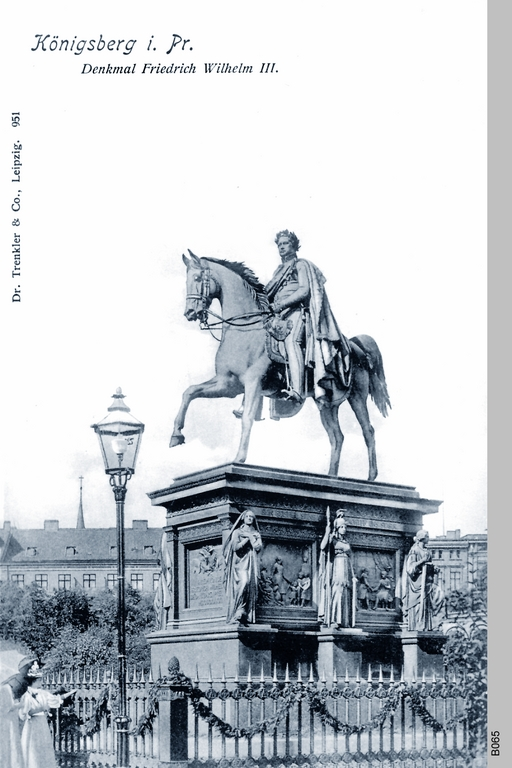
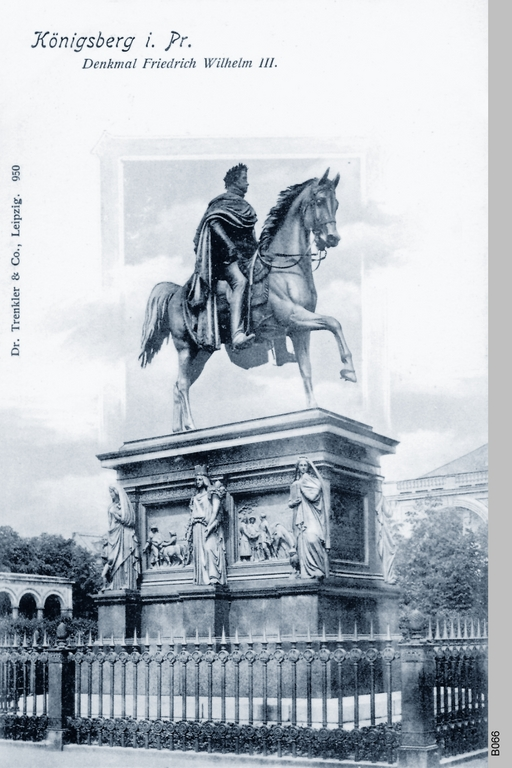
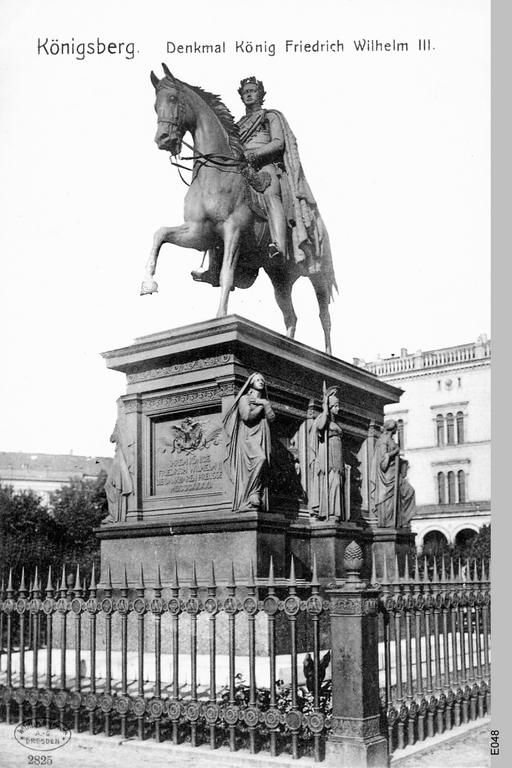